# 音力-ONCHIKA-
『音力－ONCHIKA－』（おんちか）は、2015年4月2日（4月1日深夜）から2022年5月27日（5月26日深夜）まで読売テレビで放送されていた関西ローカルの音楽番組である。2011年4月7日（4月6日深夜）から2015年3月26日（3月25日深夜）放送分までの番組タイトルは『音楽ノチカラ」（おんがくノチカラ）。

## 放送概要

### 『音楽ノチカラ』時代
音楽が秘めるチカラをアーティスト側とオーディエンス側から、それぞれ深く掘り下げる。アーティスト側は宇都宮まきがアーティストと共に関西の街に出てトークを繰り広げながら、アーティストが秘める音楽のチカラを探る。一方のオーディエンス側は、毎回話題のスポットで働く人や旬な人にスポットを当て、原動力となった一曲を探る「なうな人」を展開していたが、2011年10月19日放送を最後に放送されていない。ナレーションの野村雅夫は、このコーナーのみイタリア語でナレーションを行っている。また、画面に出てくる日本語字幕は関西弁である。
この他の企画として、野村が最新の音楽情報を紹介する「マサオシ!」、最新の映画情報を紹介する「映画ノチカラ」がある。

### 『音力』への変更後
放送開始201回目に当たる2015年4月2日（4月1日深夜）放送分 から、番組タイトルを『音力－ONCHIKA－』（以下、『音力』）に変更するとともに、「音楽好きはもちろん、普段は音楽をあまり聴かない人でも楽しめる音楽エンターテイメント番組」としてリニューアル。ただし、宇都宮・野村とも続投したほか、視聴者プレゼントの応募先を公式サイトに戻した。コーナーは最新の音楽情報を紹介する「力音－POWER TUNE!－」と話題の映画を紹介する「映力－EICHIKA－」に変更された。
2015年度の放送では、宇都宮が担当するロケパートで、「ゲストアーティストが初めて挑戦すること」をテーマに掲げている。ytvの地元（大阪府八尾市）出身の清水翔太をゲストに迎えた4月15日放送分では、番組史上初めて、放送時間帯の視聴率で1位を記録した（ビデオリサーチ・関西地区世帯調査）。
2017年4月13日（4月12日深夜）放送分より、放送曜日と時間が金曜（木曜深夜）に移動となった。
また、『音楽ノチカラ』時代より、アーティストグッズを毎回1名の視聴者に抽選で進呈する企画も実施（プレゼントを実施しない放送回もあり、その場合は番組の最後でゲストアーティストの映像とともに「音力－ONCHIKA－ END」のクレジットが表記される）。当初は公式サイトから応募を受け付けていたが、後に専用の電話番号による受付に変更された。2022年時点では、番組公式Twitterアカウントをフォローした上で、放送日に投稿される対象ツイートに番組の最後で発表されるキーワードとプレゼントのアーティスト名（プレゼントが複数ある場合は希望するアーティスト名）を添えて引用リツイートすることを応募の条件に設けている。
2021年9月24日放送分で、宇都宮が番組をしばらく休演することを発表。休演期間に入ってからは、宇都宮の夫である山名文和（アキナ）をはじめ、ytvアナウンサーやゲストアーティストが交替で代演を務めていた。
2022年5月28日生放送の特別番組『カミオト－上方音祭－』内で、同年6月3日（2日深夜）放送分より、『音力』から『カミオト夜』に改題・リニューアルし、同特番の姉妹番組として放送することが発表された。これにより『音力』は前週5月27日（26日深夜）放送分をもって、『音楽ノチカラ』から数えて通算565回・11年2か月の歴史に幕を下ろすことになった。

## MC
宇都宮・野村は『音楽ノチカラ』時代から出演。
- 宇都宮まき（2011年4月7日 - 2021年9月24日）
- ナレーション：野村雅夫（FM802DJ、2011年4月7日 - 2022年5月27日）

宇都宮休演中の代演MC
- 山名文和（アキナ、2021年10月1日・11月12日・12月17日、2022年1月7日・2月4日・3月25日・4月22日・5月20日）
- 諸國沙代子（ytvアナウンサー、2021年10月22日・12月3日、2022年1月7日・2月4日）
- 佐藤佳奈（ytvアナウンサー、2021年10月29日、2022年2月18日・2月25日）
- 西川貴教（2021年11月5日）
- 中村秀香（ytvアナウンサー、2021年11月26日、2022年1月14日・4月8日・4月15日・5月6日）
- 澤口実歩（ytvアナウンサー、2022年3月4日・5月27日）
- 山本隆弥（ytvアナウンサー、2022年4月29日・5月13日）

## スタッフ（2021年4月1日以降）
- ディレクター：村田竜彦（BOYS）、辻澤叶恵（ytv）、堀田真範（ホーリーズエンタープライズ）、孫貴志（一歩本舗）、川澤慎、堀一範（フロッグ）、山﨑卓也（ダイズ）【週替り】／加島あずさ（D-REC）、水谷唯
- CAM：北林和浩・藤原美咲・的場徳実（光学堂）、池田鉄平【週替り】／小塩友英（ytv Nextry）、松本学、兼頭崇広、中喜志治（ピースリー本舗）、土肥俊之
- MIX：小出佳史・妹尾泰佑・宮脇直樹（光学堂）、久保智弘【週替り】／丹野秀樹、城本淳、瀧野真佑、溝端淳司（光学堂）
- 美術：尾前江美（ytv）
- EED：有賀聡、伊豫田文也、石丸淳・山澤忍（アッシュ）、国部泰治、但馬晋二、西村聡【週替り】、井上哲郎（アッシュ）【毎週】
- MA：寺本卓矢、西山直宏【週替り】
- 音効：岡本麟太郎
- メイク：もりえゆうこ
- 協力：読売テレビエンタープライズ、ytv Nextry、ホーリーズエンタープライズ、フロッグ、BOY'S、一歩本舗、Dmark、D-REC、ダイズ
- プロデューサー：浦井章亘（ytv、2021年6月3日 -）、西田優心（YUU、ディレクター兼務の回あり）
- チーフプロデューサー：山口将人（ytv、2021年6月3日 -、2016年7月20日 - 2021年5月27日はプロデューサー）
- 制作協力：YUU
- 制作著作：ytv

### 過去のスタッフ
- 演出：山口剛正（ytv）
- 構成：渡邊仁、齋藤寿
- ディレクター：砂川義忠（アッシュ）、正垣晶博、岡田良子（フロッグ）、坂谷龍司・遠山正悠・廣瀬拓万（ytv）、佐伯圭右（Dmark）、北田浩平、伊藤佳祐、近藤拓也（一歩本舗）、近森優平、奥村秀人
- AD：湯浅仁志、吉中健（アッシュ）、澤田竜一、清水萌
- SW：野平浩二（ytv、2018年11月8日のみ）
- CAM：井ノ口鉱三・野口忠繁・坂口裕一（ytv、野口→以前はLD、坂口→2018年11月8日のみTD）、西川寿男（ルデ・プラス）、藤原仁巧、山地俊和・松原航・川元正人（光学堂）、加藤裕規、竹島哲也、米倉潤、宮川竜之介、服部篤、横山修、西田慶仁・信田将志（ピースリー本舗）、飯田祥子
- MIX：三村将之・沖田一剛（ytv、沖田→2018年11月8日のみ）、辰野雄、野尻美幸、廉林賢二、今堀晃行（ytv Nextry）、野口正弘、濱田浩平、小泉大輔、石川尭洋、沖田一剛、山崎多佳彦、河喜多正悟、藤本博樹、辰野雄一、今堀晃行、正木良、勝呂信彦、後藤敬介、葛野凌大（ピースリー本舗）
- CA：近藤卓也、川口菜積
- VE：池見憲一（ytv、2018年11月8日のみ）
- LD：梶田拓也、竹下茜、米倉潤、奥嶋駿介（奥嶋→2018年11月8日のみ）、岩佐崇史、齋藤洋介、舩戸和美
- 美術：山本しんぺい（ytv）
- EED：廣田拓・谷口尚志・岡本尚樹（アッシュ）、岳崎勉（ytv）、笹岡真丈、小林祥士
- MA：小西康元（ytv）、中澤哲矢・品川泰宏（ytv Nextry）
- 音効：中谷奈穂子・中谷誠（ytv Nextry）、竹内健司、小林翔子
- 協力：HEART-S、キッスコーポレーション、ルデ・プラス、光学堂、MEGA BACKS、B-FLEX
- AP：野口弥生、長沢祐也
- プロデューサー：山本陽（2011年4月6日 - 2015年7月16日）・上野正樹（2015年7月23日 - 2018年6月7日）・金井啓（2018年6月14日 - 2020年6月）（ytv）
- チーフプロデューサー：田中壽一（2011年4月6日 - 7月6日）・鈴木和成（2011年7月13日 - 2012年7月18日）・谷口良信（2012年7月25日 - 2013年7月6日）・薮亀かおり（2013年7月13日 - 2016年7月13日）・前西和成（2016年7月20日 - 2017年2月1日）・太田匡隆（2017年2月8日 - 2019年6月6日）・中西英行（2019年6月13日 - 2021年5月27日）（ytv）
- 制作協力：アッシュ

## テーマ曲

### オープニングテーマ曲
- オフスプリング「Hit That」（2011年9月頃まで）
- tofubeats「T.D.M. feat. okadada」（2015年4月 - 7月）
- tofubeats「DANCE&DANCE」（2015年8月 - ）

### エンディングテーマ曲
- 2011年4月度：Ms.OOJA「Life」
- 2011年5月度：TOTALFAT「World of Glory with JOE INOUE」
- 2011年6月度：back number「花束」
- 2011年7月度：わもとまりも「きょうの透りみち」
- 2011年8月度：JAY'ED×若旦那「Toy box」
- 2011年9月度：mihimaru GT「エボ★レボリューション」
- 2011年10月度：シクラメン「僕の宝物」
- 2011年11月度：iLHWA meets.杉山清貴「さよならのオーシャン」
- 2011年12月度：iLHWA meets.杉山清貴「最後のHoly Night」
- 2012年1月度：AI「ウツクシキモノ」
- 2012年2月度：さくら学院「旅立ちの日に」
- 2012年3月度：IU「Good Day」
- 2012年4月度：ナオト・インティライミ「愛してた」
- 2012年5月度：家入レオ「Shine」
- 2012年6月度：BES「コムギLOVE feat.若旦那 & May J.」
- 2012年7月度：back number「わたがし」
- 2012年8月度：Caos Caos Caos「Let's stand up」
- 2012年9月度：Hilcrhyme「ジグソーパズル」
- 2012年10月度：クリープハイプ「おやすみ泣き声、さよなら歌姫」
- 2012年11月度：なついろ「exotic Love〜君の過去も全部抱きしめたい〜」
- 2012年12月度：YU-A「優しい顔で近づかないで」
- 2013年1月度：小林太郎「答えを消していけ」
- 2013年2月度：倉木麻衣「TRY AGAIN」
- 2013年3月度：Silent Siren「stella☆」
- 2013年4月度：GOLD RUSH「サヨナラスタート」
- 2013年5月度：ケラケラ「スターラブレイション」
- 2013年6月度：AI「After The Storm feat. シェネル」
- 2013年7月度：小林太郎「鼓動」
- 2013年8月度：ハジ→「for YOU。」
- 2013年9月度：
- 2013年10月度：Salley「その先の景色を」
- 2013年11月度：黒沼英之「パラダイス」
- 2013年12月度：BENI「粉雪」
- 2014年1月度：家入レオ「チョコレート」
- 2014年2月度：Suzu「step by step」
- 2014年3月度：E-girls「RYDEEN ～Dance All Night～」
- 2014年4月度：Acid Black Cherry「君がいない、あの日から…」
- 2014年5月度：USAGI「USAGI ～不昧なストーリー～」
- 2014年6月度：シェネル「ずっと」
- 2014年7月度：ソナーポケット「最終電車 ～missing you～」
- 2014年8月度：ハジ→「音楽のチカラ。 feat. TEE」
- 2014年9月度：華原朋美「HOWEVER」
- 2014年10月度：Large House Satisfaction「Stand by you」
- 2014年11月度：クリープハイプ「百八円の恋」
- 2014年12月度：MACO「ありがとう」
- 2015年1月度：Da-iCE「もう一度だけ」
- 2015年2月度：GENERATIONS from EXILE TRIBE「Sing it Loud」
- 2015年3月度：ふぇのたす「今夜がおわらない」
- 2015年4月度：MACO「LOVE」
- 2015年5月度：ハジ→「君と。」
- 2015年6月度：クリス・ハート「道」
- 2015年7月度：Aimer「Believe Be:leave」
- 2015年8月度：アルスマグナ「ひみつをちょーだい」
- 2015年9月度：ザ・チャレンジ「すっぽんぽん」
- 2015年10月度：SiM「CROWS」
- 2015年11月度：Da-iCE「HELLO」
- 2015年12月度：福山雅治「家族になろうよ」
- 2016年1月度：加治ひとみ「ルール違反」
- 2016年2月度：クリス・ハート「僕はここで生きていく」
- 2016年3月度：夜の本気ダンス「Crazy Dancer」
- 2016年4月度：柊木りお「BANZAI! BANZAI!」
- 2016年5月度：Shiggy Jr.「恋したらベイベー」
- 2016年6月度：BORO「どっちやねん」
- 2016年7月度：杏里「Grooving Life」
- 2016年8月度：Joy Opposites「In My Bones」
- 2016年9月度：JUN SKY WALKER(S)「ファンファーレ」
- 2016年10月度：aki a.k.a 出口陽「絶対的晴天青空」
- 2016年11月度：THE BEAT GARDEN「Promise you」
- 2016年12月度：back number「クリスマスソング」
- 2017年1月度：KUNI「忘れてはいけないこと」
- 2017年2月度：焚吐「オールカテゴライズ」
- 2017年3月度：三代目 J Soul Brothers from EXILE TRIBE「HAPPY」
- 2017年4月度：半﨑美子「サクラ〜卒業できなかった君へ〜」
- 2017年5月度：弘Jr.「月」
- 2017年6月度：SING LIKE TALKING「6月の青い空」
- 2017年7月度：佐藤広大「MONEY IN THE BANK」
- 2017年8月度：Awich「Remember ft. YOUNG JUJU」
- 2017年9月度：佐藤広大「Baby Baby Baby feat. SWAY」
- 2017年10月度：Hilcrhyme「恋の炎」
- 2017年11月度：SING LIKE TALKING feat. サラ・オレイン「闇に咲く花 ～The Catastrophe～」
- 2017年12月度：煌めき☆アンフォレント「=虹色=サンシャイン」
- 2018年1月度：TJ「Don't you say ～いまはもう…。～」
- 2018年2月度：佐藤広大「とにかく君が好き」
- 2018年3月度：Cellchrome「Everything OK!!」
- 2018年4月度：kZm「Emotion」
- 2018年5月度：EVEN「アイノウタ」
- 2018年6月度：MIKI「Livin' ma life ft. Raz Fresco & Chelsea REJECT」
- 2018年7月度：Hilcrhyme「アタリマエ」
- 2018年8月度：Chuning Candy「S.T.L.」
- 2018年9月度：LUV K RAFT「炭酸水」
- 2018年10月度：SUPERNOVA「Chapter II」
- 2018年11月度：dps「タイムライン」
- 2018年12月度：佐藤広大「涙雪」
- 2019年1月度：GOBLIN LAND「KANSAI SEKAI」
- 2019年2月度：Hilcrhyme「Hill Climb」
- 2019年3月度：前田紘利TJ「出会えてよかった」
- 2019年4月度：
- 2019年5月度：Bleecker Chrome「14」
- 2019年6月度：恵比寿マスカッツ「EBISU ANIMAL ANTHEM」
- 2019年7月度：IO「Shawty.」
- 2019年8月度：Hilcrhyme「事実愛 feat. 仲宗根泉（HY)」
- 2019年9月度：GOBLIN LAND「OSK NIGHT feat. Cz TIGER」
- 2019年10月度：PETZ「CHROME HEARTS feat. Gab3 & kZm」
- 2019年11月度：アンダーグラフ「自由論」
- 2019年12月度：JP THE WAVY「CHOTANOSHI  feat. Nasty C」
- 2020年1月度：Awich「紙飛行機」
- 2020年2月度：the engy「Driver」
- 2020年3月度：
- 2020年4月度：coba「Campana」
- 2020年5月度：
- 2020年6月度：
- 2020年7月度：恵比寿マスカッツ「DIGITAL NOISE」、SixTONES「NAVIGATOR」（7月24日のみ）
- 2020年8月度：Awich「Shook Shook」
- 2020年9月度：banvox「Stay The Night」
- 2020年10月度：アンダーグラフ「グリーフを越えて」
- 2020年11月度：Awich「Bad Bad」
- 2020年12月度：Awich「Happy X-mas (War Is Over)」
- 2021年1月度：YOSHIKI EZAKI「sweet home」
- 2021年2月度：ATM（恵比寿マスカッツ）「徒花」
- 2021年3月度：JP THE WAVY「Lucky Star feat.  Lancey Foux」
- 2021年4月度：DFT「YELLOW – Hovering feat. Chevy Legato」
- 2021年5月度：YOSHIKI EZAKI「LORD feat. 百足」
- 2021年6月度：LINDY「虹の橋からの手紙」
- 2021年7月度：JP THE WAVY & TWOPEE「DRIP」
- 2021年8月度：GOOD GAS & JP THE WAVY「BUSHIDO」
- 2021年9月度：Awich「GILA GILA feat. JP THE WAVY, YZERR」
- 2021年10月度：星屑ラビリンス「二度目の恋」
- 2021年11月度：RAMENGVRL「I'm Ugly」
- 2021年12月度：こみかるみっちゃん「スパイシー劇情」
- 2022年1月度：showmore「marble」
- 2022年2月度：星屑ラビリンス「ミチシルベ」
- 2022年3月度：showmore「cookie monster」
- 2022年4月度：Awich「Queendom」
- 2022年5月度：BE:FIRST「Betrayal Game」

## 主催イベント
| ライブタイトル | 開催日         | 会場                                                                   | 出演アーティスト |
| --- | -------------- | ---------------------------------------------------------------------- | --- |
| 音楽ノチカラ 1st LIVE 〜ZeppがNambaにやってきたSP〜                                                                                        | 2012年4月29日  | Zepp Namba                                                             | Sonar Pocket BENI moumoon Ms.OOJA（シューティングアクト） 家入レオ（オープニングアクト） 5uppers（サプライズゲスト） |
| Billboard Live OSAKA 5th Anniversary 音楽ノチカラ SPECIAL LIVE                                                                             | 2012年6月15日  | ビルボードライブ大阪                                                   | さかいゆう 元ちとせ スキマスイッチ                                                                                   |
| Billboard Live OSAKA 5th Anniversary 音楽ノチカラ SPECIAL LIVE Vol.2 KREVAプレミアムライブ                                                 | 2012年9月6日   | ビルボードライブ大阪                                                   | KREVA |
| Billboard Live OSAKA 5th Anniversary 音楽ノチカラ SPECIAL LIVE Vol.3                                                                       | 2013年1月24日  | ビルボードライブ大阪                                                   | 鈴木雅之 |
| Billboard Live OSAKA 音楽ノチカラ SPECIAL LIVE Vol.4 吉田兄弟 feat.DAISHI DANCE                                                            | 2013年4月18日  | ビルボードライブ大阪                                                   | 吉田兄弟 DAISHI DANCE                                                                                                |
| 音楽ノチカラ 2nd LIVE 〜Zepp Nambaで夏宣言！2013〜                                                                                         | 2013年6月3日   | Zepp Namba                                                             | スキマスイッチ back number UNISON SQUARE GARDEN 越野祥子（オープニングアクト） アキドリ（オープニングアクト）        |
| Billboard Live OSAKA 音楽ノチカラ SPECIAL LIVE Vol.5 lecca プレミアムライブ                                                                | 2014年1月20日  | ビルボードライブ大阪                                                   | lecca |
| 音楽ノチカラ 3rd LIVE -ITSUZAI2014- | 2014年6月24日  | Zepp Namba                                                             | Czecho No Republic KNOCK OUT MONKEY LEGO BIG MORL MY FIRST STORY                                                     |
| 音楽ノチカラ SPECIAL LIVE ONE☆DRAFT×シクラメン                                                                                             | 2014年11月21日 | 大坂の陣400年天下一祭 特設会場・西の丸ドーム (大阪城公園 西の丸庭園内) | ONE☆DRAFT シクラメン                                                                                                 |
| 由紀さおり スペシャルフリーライブ ※女性限定・招待制                                                                                        | 2015年9月8日   | 心斎橋Live＆Bar11                                                      | 由紀さおり |
| Billboard Live OSAKA 音力－ONCHIKA－ スペシャルライブ Vol.6 MONKEY MAJIK                                                                   | 2015年10月6日  | ビルボードライブ大阪                                                   | MONKEY MAJIK |
| Billboard Live OSAKA 音力－ONCHIKA－ スペシャルライブ Vol.7 さかいゆう〜RESPECT〜                                                          | 2016年9月27日  | ビルボードライブ大阪                                                   | さかいゆう Salyu（スペシャルゲスト）                                                                                 |
| Billboard Live OSAKA 音力－ONCHIKA－ スペシャルライブ Vol.8 山崎育三郎 Premium Night                                                       | 2018年3月19日  | ビルボードライブ大阪                                                   | 山崎育三郎 |
| Billboard Live OSAKA 音力－ONCHIKA－ スペシャルライブ Vol.9 May J.                                                                         | 2018年10月9日  | ビルボードライブ大阪                                                   | May J. MONKEY MAJIK（スペシャルゲスト） 近藤利樹（スペシャルゲスト、1stステージのみ）                                |
| 音力－ONCHIKA－ presents 「歌伝 2019」 at 南座                                                                                             | 2019年9月27日  | 南座                                                                   | 山崎まさよし（String Quartet）                                                                                       |
| 音力－ONCHIKA－ presents 「歌伝 2019」 at 南座                                                                                             | 2019年9月28日  | 南座                                                                   | Hilcrhyme（Band Set）                                                                                                |
| 音力－ONCHIKA－ presents 「歌伝 2019」 at 南座                                                                                             | 2019年9月29日  | 南座                                                                   | 三浦祐太朗 |
| Billboard Live OSAKA 音力－ONCHIKA－ スペシャルライブ Vol.10 ビッケブランカ meets LAMP IN TERREN ※新型コロナウイルス感染拡大防止に伴い中止 | 2020年3月9日   | ビルボードライブ大阪                                                   | ビッケブランカ LAMP IN TERREN                                                                                        |